# Trattoria

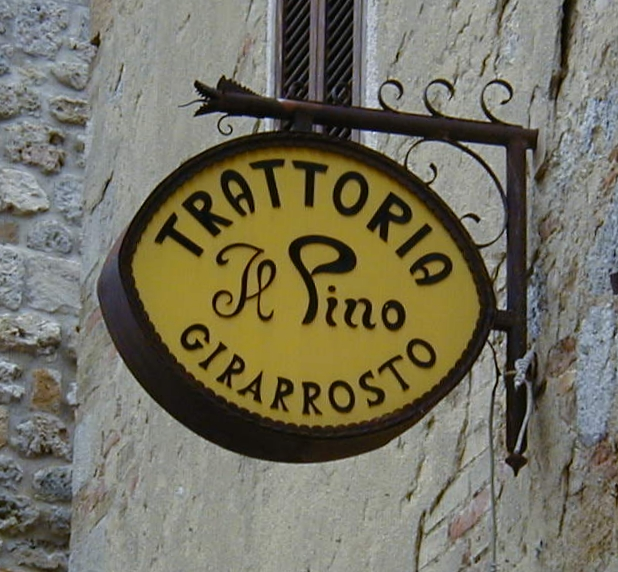
Trattoria-skylt i Toscana.

Trattoria (med betoning på i) är ett italienskt matställe, närmast ett värdshus eller taverna. Jämfört med en ristorante är tavernan inte så formell, med en avslappnad betjäning, inga fint utskrivna menyer och vinet serveras oftare ur en kanna snarare än från flaska. Priserna är ofta lägre och trattoriornas besökare består av stamkunder. Kokkonsten är lokal eller regional och av enklare karaktär.